# Autoportret (obraz Jana Matejki)
Autoportret – obraz olejny autorstwa Jana Matejki, powstały w 1892 na zamówienie kolekcjonera i mecenasa sztuki, hrabiego Ignacego Korwin-Milewskiego. Znajduje się w Muzeum Narodowym w Warszawie.

## Historia obrazu
Autoportret Matejki został zamówiony 28 marca 1892 przez kolekcjonera i mecenasa sztuki, hrabiego Ignacego Korwin-Milewskiego. Cena została ustalona na 5000 złotych reńskich. Matejko rozpoczął pracę nad obrazem już na początku kwietnia. Wbrew oczekiwaniom zleceniodawcy by obraz przedstawiał Matejkę w postawie stojącej z paletą malarską w ręce, autor zdecydował się na przedstawienie postaci siedzącej w fotelu, z paletą spoczywającą na leżącej z boku księdze historycznej.
Matejko zaczął pracę od przygotowania na desce olejnego szkicu swojej głowy. Szkic ten jeszcze przed II wojną światową znajdował się w zbiorach Edwarda Reichera. Podczas malowania samego obrazu Matejko najprawdopodobniej wykorzystał fotografię, która została wykonana pół roku wcześniej w pracowni artysty w Akademii Sztuk Pięknych w Krakowie. Postać na zdjęciu siedzi na thonetowskim fotelu, w takim samym ubraniu jak to pokazane na obrazie i trzyma na kolanach otwartą księgę. Identyczne jest także ułożenie pukli brody Matejki. Podczas pracy nad samym obrazem Matejko był już coraz słabszy i nie miał sił by pokonywać schody wiodące do uczelnianej pracowni. Obraz powstał w krakowskim domu artysty przy ulicy Floriańskiej.